# Ravano dalle Carceri
Ravano dalle Carceri (mort en 1216) est un seigneur d'origine italienne ayant régné sur l'Eubée (Négrepont) au début du XIIIe siècle.

## Biographie
Originaire de Vérone, il appartenait à une famille puissante (son frère Enrico fut ainsi évêque de Mantoue et son frère Redondello podestat de Vérone en 1210).
Il prit part à la quatrième croisade dans le contingent de Venise et fut ainsi au cours de l'été 1204 l'un des deux émissaires (l'autre étant Marco Sanudo) envoyé par la république auprès de Boniface de Montferrat afin de mettre fin au conflit qui l'opposait à l'empereur Baudoin. A cette occasion il négocia au nom de Venise un traité  par lequel cette dernière rachetait à Boniface ses droits sur la Crète ; c'est peut-être dans ces circonstances qu'il rejoint l'entourage du marquis. 
En août 1205, Boniface l'inféoda d'un tiers de l'île de Négrepont (Eubée) avec deux autres co-seigneurs. 
Il prit le parti des Lombards révoltés contre l'empereur Henri en 1208-1209 : probablement pour renforcer sa position il se reconnut vassal de Venise par un traité conclu en mars 1209 qui lui attribuait l'ensemble de l'île (ses deux collègues étant l'un mort, l'autre reparti en Italie) ; ce traité fut ensuite confirmé en février 1211. En avril 1209 ses galères attaquèrent un navire appartenant à l'empereur Henri à Halmyros. Assiégé dans Thèbes avec les autres seigneurs « lombards » il capitula en mai (il fut alors l'un des négociateurs des pourparlers de paix) mais se vit pardonné par Henri ; il sauva peu après ce dernier d'un complot fomenté par l'ancien régent Humbert de Biandrate, chef du parti lombard.
Comme la plupart des autres seigneurs de la région il entra en conflit avec le clergé latin local et avec les Templiers et fut ainsi le destinataire de lettres du pape à ce propos à partir de 1208.
Il mourut en 1216 et sa succession fut réglée par le bail vénitien Pietro Barbo,.

## Famille et descendance
Il épousa une certaine Isabella, après avoir obtenu une dispense papale (datée de mai 1212) car il avait vécu avec elle du vivant de son premier mari.
Il eut une fille, Berta, dont on ne connait pas de descendance.